# Alfiero Toppetti
Alfiero Toppetti (Assisi, 20 luglio 1941) è un attore italiano.

## Biografia
Nel 1985, per conto di un'emittente privata umbra, ebbe l'occasione di intervistare il regista Pupi Avati, che progettò di affidargli una parte nello show televisivo Hamburger Serenade che sarebbe andato in onda su Rai 1 nell'estate 1986. Nel corso di questa prima esperienza, venne notato da Raffaella Carrà che volle inserirlo nel cast dell'edizione 1986-87 di Domenica in, in cui Toppetti lanciò il tormentone La domenica è femmina.
Proprio dal successo di questa trasmissione prese il via la carriera cinematografica di Alfiero Toppetti, che dal 1987 in poi venne scritturato per numerosi film, trovandosi anche nuovamente a lavorare sotto la direzione di Pupi Avati, il regista che lo aveva "scoperto" alcuni anni prima.

## Filmografia parziale
- Roba da ricchi, regia di Sergio Corbucci (1987)
- Le comiche 2, regia di Neri Parenti (1991)
- Lux Orientis, regia di Enrica Fico (1993)
- Albergo Roma, regia di Ugo Chiti (1996)
- Gli inaffidabili, regia di Jerry Calà (1997)
- Paparazzi, regia di Neri Parenti (1998)
- Bagnomaria, regia di Giorgio Panariello (1999)
- Commesse, regia di Giorgio Capitani (1999)
- La notte del profeta, regia di Jean-Marie Benjamin (1999)
- Vacanze di Natale 2000, regia di Carlo Vanzina (1999)
- Il cuore altrove, regia di Pupi Avati (2003)
- Cattive inclinazioni, regia di Pierfrancesco Campanella (2003)
- La cena per farli conoscere, regia di Pupi Avati (2006)
- Gli amici del bar Margherita, regia di Pupi Avati (2009)

## Programmi TV
- Hamburger Serenade (1986)
- Domenica in (1986-1987)
- Stasera Lino (1989)
- Commesse (1999)